# Guillaume Daubenton
Pour les articles homonymes, voir Daubenton.
Guillaume Daubenton, dit le père Daubenton, est un prêtre jésuite français, né le 21 octobre 1648 à Auxerre, (France) et décédé le 7 aout 1723 à Madrid. Confesseur royal il a souvent des postes de gouvernement religieux dans la Compagnie de Jésus. Il est à deux reprises (1701-1705 et 1715-1723) le confesseur de Philippe V, roi d'Espagne. En 1713, à Rome, il contribue à l'élaboration de la bulle Unigenitus, condamnant le jansénisme.

## Biographie

### Formation et premiers postes (1665-1700)
Né le 21 octobre 1648 à Auxerre, le jeune Guillaume demande - à l'âge de 17 ans - son admission dans la Compagnie de Jésus. Il revêt la soutane de novice le 16 octobre 1665, à Nancy. Les années qui le séparent de la prêtrise sont ponctuées par des études littéraires, philosophiques et théologiques, ainsi que par l'enseignement.  Il est ordonné prêtre le 23 septembre 1679.
En 1680, il effectue sa quatrième année de théologie au collège de Reims. Le cardinal de Bouillon s'apprête à bénir, à Châlons, dans la chapelle du séminaire, le mariage du Grand Dauphin et de Marie-Anne Christine de Bavière. Celle-ci veut un confesseur parlant allemand. On cherche un jésuite capable de remplir ce rôle. Le père Daubenton est choisi. Il suit la princesse à Versailles.
En 1685, sa connaissance de l'allemand contribue sans doute à le faire envoyer auprès du père Dez à Strasbourg, ville récemment conquise par Louis XIV, afin d'y ouvrir un collège jésuite. Il est recteur de ce collège de 1691 à 1694, puis provincial de Champagne de 1694 à 1698. Il est à nouveau nommé au collège de Strasbourg. Ce poste n'est que temporaire, car ses supérieurs souhaitent lui confier la province gallo-belge. Sur le point de partir, il est arrêté par un courrier du père La Chaize, confesseur de Louis XIV. Le roi ordonne qu'il reste à la tête du collège de Strasbourg, ville où l'influence protestante est grande, et qu'il s'agit pour les catholiques de reconquérir.
Le souverain veut ensuite le nommer confesseur de son petit-fils Louis, duc de Bourgogne. Une longue maladie empêche Daubenton d'accepter ce poste. En novembre 1700, le roi le nomme confesseur d'un autre de ses petits-fils, le duc d'Anjou, devenu Philippe V, roi d'Espagne. En décembre, le confesseur accompagne le nouveau roi à Madrid.

### Premier séjour en Espagne (1701-1705)
Dans ses Mémoires, Saint-Simon écrit que cette nomination « fut au grand regret des dominicains, en possession de tout temps du confessionnal des rois d'Espagne, appuyés de l'Inquisition ». Si Louis XIV veut un jésuite auprès de son petit-fils, c'est notamment pour combattre le jansénisme dans les Pays-Bas espagnols, où réside Pasquier Quesnel, chef de ce parti. Cette lutte constitue la priorité des premières années espagnoles du confesseur. Il joue un rôle décisif dans l'arrestation de Quesnel le 30 mai 1703, à Bruxelles.
Cette année 1703 est marquée à Madrid par de nombreuses intrigues entre les Français présents : la princesse des Ursins, le cardinal d'Estrées, le marquis de Louville. Chacun souhaite avoir le soutien du confesseur. Celui-ci, pris dans ces intrigues, finit par être rappelé en France en mai 1705.

### Assistant général pour la France, à Rome (1705-1715)
En 1705, le père Daubenton a 57 ans. Il est élu pour participer à Rome à la quinzième congrégation générale de l'Ordre (17 janvier-3 avril 1706). En 1706, il est élu assistant général pour les provinces jésuites françaises auprès du général de l'ordre. Il bénéficie de la faveur de Clément XI. Il se lie d'amitié avec le cardinal Charles Augustin Fabroni, très opposé aux jansénistes. Ensemble ils élaborent la bulle Unigenitus, qui condamne 101 propositions du Nouveau Testament de Quesnel. Si l'on en croit Saint-Simon, c'est Daubenton et « lui seul » qui « sous les yeux du cardinal Fabroni » fait la bulle. Clément XI fulmine celle-ci en 1713,,.

### Second séjour en Espagne (1715-1723)
En mars 1715, Louis XIV renvoie Daubenton en Espagne pour y succéder au père Robinet comme confesseur de Philippe V. La situation à Madrid a changé. Dans les affaires politiques, ce ne sont plus les Français qui tiennent le haut du pavé, mais les Italiens. L'homme fort est le premier ministre, le cardinal del Giudice. Daubenton reprend tout de suite une grande influence sur le roi d'Espagne. En 1716, le régent Philippe d'Orléans, hostile aux jésuites,  essaie de le faire remplacer par un père dominicain. Ses tentatives restent vaines. Daubenton œuvre à améliorer les relations entre le Saint-Siège et la couronne d'Espagne. Il soutient Alberoni, conseiller privé de la reine Élisabeth, dans sa prétention au chapeau de cardinal. On soupçonne Daubenton d'avoir contribué à la disgrâce du cardinal del Giudice, en 1716.
Les traités d'Utrecht (1713) et de Rastadt (1714) ont mis fin à la guerre de Succession d'Espagne. Mais Philippe V n'a pas signé la paix avec l'empereur Charles VI. Il ne se résigne pas à la perte des territoires espagnols d'Italie.
En 1718, lorsque l'Espagne s'engage dans la guerre de la Quadruple-Alliance, le premier ministre Alberoni est considéré (à tort ou à raison) comme le fauteur de troubles. Pour les cours étrangères, pour la France, pour le Saint-Siège, Daubenton fait figure au contraire d'artisan résolu de la paix, par lequel les ambassadeurs doivent passer : il semble capable d'amener Philippe V à renoncer à son agressive politique italienne. Mais, si Daubenton influence le roi, Alberoni est très écouté de la reine. Le rôle diplomatique du confesseur reste limité. En octobre 1718, Philippe V refuse de se rallier au projet de paix français. La rupture est consommée entre la France et l'Espagne.
Dans l'ombre d'Alberoni, Daubenton jouit déjà d'une grande considération. Lorsque le puissant ministre tombe à son tour en 1719, Daubenton devient un acteur décisif de la scène politique. Comme le dit Saint-Simon, c'est un personnage avec qui il faut compter. Son autorité apparaît plus que jamais, aux yeux de la France, comme le levier essentiel d'un raccommodement avec l'Espagne.
En 1720, tandis que le comte de Maulévrier est l'ambassadeur officiel, c'est Daubenton qui est chargé par l'abbé Dubois de négocier en coulisse le traité de rapprochement entre les deux couronnes. La tâche n'est pas simple. Il faut faire respecter les droits de l'Espagne, sans recourir à la guerre. Il faut hâter la réconciliation avec la France. Il faut ménager Philippe V, soucieux de sa gloire. Il faut ménager aussi la reine, attentive à ses droits sur le duché de Parme et Plaisance, et sur la Toscane. L'influence du jésuite est décisive : les lignes d'accord qu'il trace en janvier 1721 sont adoptées par le gouvernement espagnol un mois plus tard. Le traité de réconciliation est signé le 27 mars. Il est complété le 13 juin par le traité de Madrid, qui scelle une alliance entre la France, l'Espagne et l'Angleterre.
Daubenton contribue largement au projet de deux unions qui doivent cautionner le rapprochement : les fiançailles de Louis XV et de l’infante Marie-Anne-Victoire d'Espagne ; et celles de Louis, prince des Asturies, et de Louise-Élisabeth d'Orléans, fille du Régent. Daubenton s'investit encore plus dans un troisième projet d'union : les fiançailles de l'infant don Carlos et de Philippine-Élisabeth d'Orléans, autre fille du Régent.
Pour toutes ces menées souterraines, Daubenton demande des contreparties, non pour lui-même, mais pour son ordre. S'ils veulent pouvoir compter sur leur puissant agent de Madrid, le Régent et l'abbé Dubois sont tenus de revoir leur politique à l'égard des jésuites de France. Daubenton obtient que la bulle Unigenitus soit imposée dans le royaume de France : la déclaration royale du 4 août 1720 lui fournit une preuve de la bonne volonté du gouvernement. Il travaille dès lors à garantir le soutien de Philippe V à la politique intérieure du Régent. En 1722, il obtient de l'abbé Dubois qu'un jésuite soit nommé confesseur de Louis XV. La même année, il intercède pour que Dubois soit créé cardinal. Il meurt au noviciat de Madrid le 7 août 1723.

## Portrait
Saint-Simon décrit ainsi le confesseur de Philippe V : 

« C'était un petit homme grasset, d'un visage ouvert et avenant, poli, respectueux avec tous ceux dont il démêla qu'il y avait à craindre ou à espérer, attentif à tout, de beaucoup d'esprit, et encore plus de sens, de jugement et de conduite. Appliqué surtout à bien connaître l'intrinsèque de chacun et à mettre tout à profit, et cachant sous des dehors retirés, désintéressés, éloignés d'affaires et du monde, et surtout simples, et même ignorants, une finesse la plus déliée, un esprit le plus dangereux en intrigues, une fausseté la plus innée, et une ambition démesurée d'attirer tout à soi et de tout gouverner. »

## Écrits
- Oraison funèbre de Louis de Bourbon, prince de Condé, prononcée à Dijon, dans l'église des pères de la Compagnie de Jésus, le 28 de février 1687, Dijon, Ressayre, 1687.
- Oraison funèbre de très haut, très puissant et très excellent prince Charles V, duc de Lorraine et de Bar, etc. Prononcée à Nancy dans l'église des pères cordeliers où il est inhumé, le 20 d'avril 1700, Nancy, Charlot, Deschamps (1700 ?)
- Oraison funèbre de Monseigneur Louis, dauphin, prononcée dans l'église patronale de Saint-Louis, le 18 de septembre 1711, Rome, Komarek, 1712.
- Lettre du R. P. d'Aubenton, jésuite, assistant du général, au R. P. Crozet, aussi jésuite et recteur à Avignon, où ce père développe le but que s'étaient proposé ses confrères, en sollicitant la bulle Unigenitus, et l'usage qu'ils prétendaient en faire, après l'avoir obtenue, vers 1713.
- La Vie du bienheureux J.-F. Régis, Paris, Le Clerc, 1716[28].